# Boarmia eucrypta
Boarmia eucrypta är en fjärilsart som beskrevs av Turner 1947. Boarmia eucrypta ingår i släktet Boarmia och familjen mätare. Inga underarter finns listade i Catalogue of Life.